# خديجة شنديل
خديجة شنديل ساغياشار (بالتركية: Hatice Şendil Sağyaşar)‏ هي ممثلة تركية ولدت في يوم 2 أغسطس 1983 في مدينة أنطاليا في تركيا في 2001. ترشحت لنيل لقب ملكة جمال تركيا وملكة جمال أوروبا في سنة 2001. مثلت في عدة مسلسلات منها وادي الذئاب من 2008 إلى 2010 ومسلسل ديلا خانم في 2012 ومسلسل لعبة القدر في 2015.

## حياتها العملية
ولدت خديجة شنديل في 2 أغسطس 1983 في إسطنبول وترعرعت في أنطاليا. والدتها من اسطنبول ووالدها من أنطاليا. لديها شقيقتان. تخصصت في الأعمال.
عام 2001 ، تنافست في مسابقة ملكة جمال تركيا وحصلت على المركز الثالث. ونتيجة لذلك، مثلت بلدها في مسابقة ملكة جمال أوروبا وحصلت على المركز الرابع.  في عام 2001، كان لها دور في الفيديو الموسيقي لأغنية سيليك إريشي «توري». وفي الوقت نفسه، أخذت دروسًا في التمثيل وسباق الخيل.
ظهرت كممثل مساعدة في المسلسلات التلفزيونية المختلفة. في عام 2008، شاركت في وادي الذئاب الكمين بدور إبرو علمدار. في عام 2010، حصلت على دور في مسلسل Karadağlar إلى جانب إيردال أوزياغجلار وإبراهيم تشيليكول وكورال جزايرلي وبوراك ساغيشار وأحمد رفعت شنغار وجوزين أوزياغجلار. وقد مثلت شخصية جول حياة في هذا المسلسل.
كان تقدمها في مسيرتها التمثيلية في عام 2012، حيث لعبت دورًا رائدًا في المسلسل التلفزيوني Dila Hanım إلى جانب أركان بتك قايا وماهر جونشيراي ونجيب ميميلي ويونجا جوهر. في عام 2014، مثلت مع أوزجان دينيز في مسلسل Kaderimin Yazıldığı Gün، الذي حصل على مشاهدات عالية في تركيا.
تزوجت من زميلها المنتج والممثل بوراك ساغيشار في عام 2015. وولد ابنهما جان في عام 2017.

## أعمالها

### أفلام
- Hayat Öpücüğü - 2015 - حياة

### مسلسلات تلفزيونية
- [[نهضة السلاجقة ا

الطيبة 2022-2023
العظمى]] - 2020–إلى الآن - تاركان خاتون
- الطبقة المخملية - 2016 - نفسها (ضيف شرف)
- لعبة القدر - 2014 - إليف يوروك كان
- Dila Hanım - 2012 - ديلا خانم
- Karadağlar - 2010 - جول حياة
- Geniş Aile - 2010 - شلاله (ضيف شرف)
- وادي الذئاب الكمين - 2008–2010 - إيبرو علمدار
- Yaban Gülü - 2008 - لاشين
- Fesupanallah - 2007 - جولباره
- İki Yabancı - 2007- زينو
- Eylül - 2005 - عزيزة
- Yeni Hayat - 2001 - بوكيت

## روابط خارجية
- خديجة شنديل على موقع IMDb (الإنجليزية)
- خديجة شنديل على موقع قاعدة بيانات الأفلام العربية
- خديجة شنديل على موقع ألو سيني (الفرنسية)
- خديجة شنديل على موقع قاعدة بيانات الفيلم (الإنجليزية)
- خديجة شنديل على موقع كينوبويسك (الروسية)